# Hoàng Chương
Hoàng Chương (tiếng Trung: 黄章; bính âm: Huáng Zhāng), là một tỷ phú, doanh nhân người Trung Quốc. Ông là người sáng lập và chủ tịch của Meizu, một công ty điện tử tiêu dùng của Trung Quốc.

## Tiểu sử
Jack Wong sinh ngày 13 tháng 2 năm 1976 tại Mai Huyện, Mai Châu, Quảng Đông.
Năm 16 tuổi, Wong bị đuổi khỏi trường trung học và do đó không theo học đại học. Ngay từ khi còn trẻ, anh ấy đã rất đam mê với các thiết bị điện tử.
Trước khi tham gia vào ngành công nghiệp điện tử tiêu dùng, Wong làm công việc bốc vác ở bến tàu. Sau đó, chuyển đến Thâm Quyến để tham gia vào ngành công nghiệp điện tử.
Năm 2002, Wong trở thành tổng giám đốc của một công ty liên doanh của Singapore có tên là "Aegean". Anh đã định hình chiến lược của công ty và chuyển trọng tâm sang sản xuất loa và máy nghe nhạc MP3. Công ty đã có thể cung cấp các sản phẩm sáng tạo vào thời điểm đó, chẳng hạn như máy nghe nhạc MP3 với thời lượng pin 20 giờ và bộ nhớ trong 128 MB. Sau những bất đồng với các cổ đông do ý kiến khác nhau về quản lý thương hiệu và tiếp thị, Wong quyết định rời công ty.

## Thành lập công ty
Cuối năm 2002, Wong đầu tư 100.000 Nhân dân tệ để thành lập công ty mới có tên Meizu. Máy nghe nhạc MP3 Meizu đầu tiên được phát hành vào quý 2 năm 2003.
Vào tháng 6 năm 2003, diễn đàn Internet Meizu đã được ra đời để phục vụ như một nền tảng tương tác với khách hàng. Bản thân Wong đã rất tích cực trên diễn đàn và ủng hộ tất cả nhân viên nhấn mạnh phản hồi của khách hàng để phát triển sản phẩm. Từ năm 2003 đến năm 2009, Wong đã có gần 6000 bài đăng trên diễn đàn Meizu.
Năm 2010, Wong quyết định rút lui khỏi sự quản lý của Meizu, tuy nhiên vào ngày 10 tháng 2 năm 2014, Meizu thông báo rằng Jack Wong sẽ được bổ nhiệm làm Giám đốc điều hành của công ty, nhưng cuối cùng điều này đã không xảy ra.

## Đời tư
Có rất ít thông tin về cuộc sống cá nhân của Wong. Aber Bai, người đồng sáng lập và là Giám đốc điều hành hiện tại của Meizu, tuyên bố rằng Jack Wong chưa bao giờ trả lời phỏng vấn.
Theo Forbes, Wong là người giàu thứ 186 ở Trung Quốc với giá trị tài sản ròng là 2,6 tỷ đô la Mỹ tính đến năm 2017. Jack Wong hiện đã kết hôn.